# Hulk
Hulk, alter ego di Bruce Banner, è un personaggio dei fumetti statunitensi pubblicati da Marvel Comics. Creato nel 1962 dallo scrittore Stan Lee e dall'artista Jack Kirby, la sua prima apparizione risale a The Incredible Hulk (vol. 1) n. 1 del maggio 1962. 
Nelle sue apparizioni nei fumetti, il personaggio, che ha un disturbo dissociativo dell'identità, è rappresentato principalmente dall'alter ego Hulk, un umanoide dalla pelle verde, grosso e muscoloso che possiede un grado illimitato di forza fisica, e l'alter ego Bruce Banner, uno scienziato socialmente introverso ed emotivamente represso, entrambi che tipicamente si risentono a vicenda. Sebbene Banner operi quasi esclusivamente nell'universo dei supereroi, sfugge a ogni chiara classificazione di supereroe, ma, sebbene sia un uomo cauto e timoroso che preferisce evitare i pericoli, è comunque capace di correre rischi reali per le persone a cui tiene. È un membro fondatore del gruppo di supereroi Vendicatori e uno dei personaggi più noti dell'universo Marvel.
In seguito alla sua esposizione accidentale ai raggi gamma mentre salvava la vita di Rick Jones (durante la detonazione di una bomba sperimentale), Banner viene trasformato fisicamente in Hulk, una trasformazione che si verifica, contro la sua volontà, quando è sottoposto a stress emotivo e lo porta spesso a furie distruttive e conflitti che complicano la vita civile di Banner. Il livello di forza di Hulk è generalmente proporzionato al suo livello di rabbia. Comunemente raffigurato come un selvaggio furioso, Hulk può avere anche altre personalità, basate sulla psiche frantumata di Banner, da essere senza cervello dotato di forza distruttiva, a brillante guerriero, o a scienziato geniale. Nonostante il desiderio di solitudine di Hulk e Banner, il personaggio ha un grande cast di supporto. Questo include l'amante di Banner, Betty Ross, il suo migliore amico Rick Jones, sua cugina She-Hulk e il terapeuta Doc Samson. Inoltre, l'alter ego di Hulk ha molti personaggi chiave di supporto come i suoi co-fondatori della squadra di supereroi Vendicatori. Tuttavia, il suo potere incontrollabile lo ha portato in conflitto con i suoi compagni eroi e altri. Nonostante ciò, fa del suo meglio per fare ciò che è giusto mentre combatte i cattivi come il Capo, l'Abominio, l'Uomo Assorbente, Brian Banner e altri ancora.
Stan Lee ha affermato che la creazione di Hulk è stata ispirata da una combinazione di Frankenstein e il Dr. Jekyll e Mr. Hyde. Sebbene la colorazione di Hulk sia variata nel corso della storia di pubblicazione del personaggio, il colore più comune è il verde.
Hulk è uno dei personaggi più iconici della cultura popolare, apparso su una varietà di prodotti (come vestiti e oggetti da collezione), ha ispirato strutture del mondo reale (come le attrazioni del parco a tema) ed è stato citato in un certo numero di media. Banner e Hulk hanno avuto trasposizioni televisive e cinematografiche: è stato protagonista di serie televisive, di film per la televisione, di serie a cartoni animati, di lungometraggi e di videogiochi.
Il sito web IGN ha inserito Hulk alla nona posizione nella classifica dei cento maggiori eroi della storia dei fumetti dopo Wally West e prima di Daredevil. Nel 2008 la rivista Wizard classificò Hulk come settimo miglior personaggio Marvel Comics mentre Empire lo posizionò come il quattordicesimo miglior personaggio dei fumetti in generale e il quinto dei personaggi Marvel.

## Genesi del personaggio
Stan Lee e Jack Kirby nel 1962, mentre negli Stati Uniti si era in piena fobia per gli attacchi nucleari, idearono una nuova serie nella quale il protagonista, il dottor Bruce Banner, viene coinvolto in un incidente durante l'esperimento di un nuovo ordigno atomico e subisce una trasformazione genetica che lo trasforma in un essere enorme dalla forza ingestibile se sottoposto a stress o rabbia. Hulk rappresentava nell'idea di Stan Lee tutto ciò che di più nascosto e intimo un uomo tiene celato dentro e che improvvisamente esplode con tutta la sua violenza cogliendo impreparati coloro che gli stanno intorno. Il suo autore si disse ispirato dalla combinazione de Lo strano caso del Dr. Jekyll e di Mr. Hyde e di Solomon Grundy della DC Comics per la creazione di Hulk infatti quando nel 1962 il personaggio esordì sulle pagine della collana The Incredible Hulk la sua pelle era grigia come quella del mostro Solomon Grundy e la trasformazione avveniva solo di notte come nello strano caso del dottor Jekyll e del signor Hyde. In questa prima serie il personaggio era inizialmente grigio ma - per problemi tipografici - divenne verde. A proposito, Stan Lee, autore del personaggio, ricorda che «In un primo momento avevo deciso di farlo grigio, visto che, per quanto ne sapessi, oltre ad un farabutto come Solomon Grundy, nessuno aveva mai creato un supereroe dalla pelle grigia. Quando venne pubblicato il primo episodio, il tipografo ebbe qualche problema con il grigio. Così andai a parlare con la squadra tecnica e loro mi dissero: "Beh, sarebbe più facile trovare un altro colore, non preoccuparti, cambiagli il colore poi vedremo", insomma dovevo scegliere un altro colore. Fu solo allora che mi resi conto che non esisteva ancora un eroe con la pelle verde. Così dissi: "Okay, facciamolo verde". Fu un vero caso.».

## Storia editoriale
Il personaggio esordì nel 1962 nella collana The Incredible Hulk (vol. 1) che chiuse dopo solo sei numeri a causa delle scarse vendite ma nonostante ciò, nel 1964, si decise di riproporlo nella collana antologica Tales to Astonish (vol. 1) dove venne pubblicato fino 1968 (dal n. 60 al n. 101) quando dal n. 102 la testata cambiò in The Incredible Hulk e così continuò fino al n. 474 del marzo 1999 quando la Marvel decise di rilanciare alcune delle sue testate; il mese successivo esordì quindi la nuova serie, Hulk (vol. 1), che dal n. 12 divenne The Incredible Hulk e venne edita fino al n. 111 per poi continuare nel 2007 come The Incredible Ercules dal n. 112; da marzo 2008 le storie del personaggio continuarono nella nuova serie Hulk (vol. 2) edita per 12 numeri e da settembre 2009 ripreso su The Incredible Hulk (vol. 1) che ripartì dal n. 600 perché vennero considerati nella numerazione anche i numeri delle serie precedenti mentre Hulk (vol. 2) dal n. 13 venne dedicata al personaggio di Red Hulk ed edita fino al n. 57 del 2012; The Incredible Hulk (vol. 1) continuò invece fino al n. 611 e a novembre 2010 la testata divenne Incredible Hulks (vol. 1) fino al n. 635 quando a ottobre 2011 chiuse e venne sostituita dalla nuova serie The Incredible Hulk (vol. 3) edita fino a dicembre 2012 per 15 numeri. Successivamente, all'interno dell'iniziativa di rilancio editoriale Marvel NOW!, a gennaio 2013 esordì la serie Indestructible Hulk (vol. 1) pubblicata fino a maggio 2014 per 20 numeri. Seguì quindi la serie Hulk (vol. 3) pubblicata dal 2014 al 2015 per 16 numeri. All'interno poi della nuova iniziativa editoriale All New All Different Marvel che rilanciò nuovamente tutte le testate della Marvel, a febbraio 2016 esordì la nuova serie Totally Awesome Hulk (vol. 1) con una nuova incarnazione del personaggio, Amadeus Cho, a lungo comprimario fisso del primo Hulk; la serie venne pubblicata fino al 2017 per 23 numeri quando venne ripresa The Incredible Hulk (vol. 1) che ripartì dal n. 709 e venne edita fino al n. 717 del luglio 2018 sostituita il mese successivo dalla nuova testata The Immortal Hulk (vol. 1) con una serie di storie scritta da Al Ewing e disegnata da Joe Bennett nella quale Bruce Banner ritorna a essere Hulk.
Nel 2017, dopo gli eventi narrati nella saga Civil War 2, la testata Hulk (vol. 3) è stata dedicata invece a She-Hulk.
Oltre alla serie regolare il personaggio è stato protagonista dagli anni novanta di numerose mini-serie e di numeri unici.

### Edizione italiana
In Italia il personaggio fece la sua prima apparizione nella serie Il Mitico Thor edita dall'Editoriale Corno (n. 5 del giugno 1971) nel quale venne pubblicato il primo numero della serie del 1962. Successivamente gli altri cinque numeri della prima serie vennero pubblicati nel 1972 nella collana L'Uomo Ragno (dal n. 57 fino al n. 66) dove vennero pubblicate anche le storie del personaggio apparse nella collana Tales To Astonish così come quelle della seconda serie per poi passare l'anno successivo sulla collana dedicata "Hulk & Difensori" esordita nel marzo 1975 e sulla quale continuò fino alla chiusura della testata con il n. 44 nel novembre 1976. Successivamente la pubblicazione continuò nuovamente sulla collana dell'Uomo Ragno (dal n. 186 del luglio 1977 e fino al n. 282 del febbraio 1981) per poi passare sulla nuova collana "Il Settimanale dell'Uomo Ragno" dal marzo al luglio 1981 quando il fallimento dell'editoriale Corno pose fine alla pubblicazione delle serie Marvel in Italia per alcuni anni.
A seguito del successo della serie televisiva nel 1980 l'editoriale Corno pubblicò un nuovo mensile “L’incredibile Hulk” in formato gigante con storie inedite tratte dal telefilm e ristampe di episodi classici.
La pubblicazione in Italia riprese dopo alcuni tentativi effimeri grazie alla Star Comics nel 1989 che riprese la serie da dove si era interrotta nel 1981 pubblicando il personaggio sulla testata dedicata ai Fantastici Quattro fino all'aprile 1994 quando, con il passaggio dei diritti alla Marvel Italia, debuttò una nuova serie dedicata al personaggio dal titolo di "Devil & Hulk" che riprendeva le storie del personaggio da dove si erano interrotte sulle pagine dei Fantastici Quattro della Star Comics. La collana venne pubblicata per 178 numeri fino al 2011 quando venne divisa in due serie distinte delle quali quella dedicata a Hulk ne ha continuato la numerazione per altri nove numeri terminando le pubblicazioni nel giugno 2012 con il n. 186 nel quale venne pubblicato il n. 635 della serie americana del personaggio che pose fine alla collana per lasciare il posto alla nuova serie "Hulk e i Difensori" che ha esordito nel luglio 2012 e ha chiuso nel maggio 2016 dopo 43 numeri nella quale sono state pubblicate le serie "Indestructible Hulk" e "Hulk" (All New Marvel Now!)". In seguito Panini pubblica la testata "Il Fichissimo Hulk", che contiene la serie "Totally Awesome Hulk"

## Biografia del personaggio
Lo scienziato Robert Bruce Banner lavora ad un progetto dell'esercito statunitense volto a realizzare nuove armi in un laboratorio nel deserto del Nuovo Messico. Durante la detonazione sperimentale di una bomba gamma, un ragazzo di nome Rick Jones ha osato entrare nel campo di prova; Banner spinge Jones in una trincea per salvarlo, ma resta investito dai raggi gamma prodotti dall'esplosione. Banner si risveglia più tardi, apparentemente illeso, ma quella notte si trasforma in un mostruoso essere con la pelle grigia, una mente infantile e una immane forza distruttiva che scatena immediatamente per poi tornare a essere un normale essere umano una volta calmato, ma ignaro di quello che il suo alter ego ha compiuto. Con il tempo la pelle del mostro diviene verde e le trasformazioni sono sempre più legate al livello di stress. Originariamente, si credeva che le trasformazioni di Banner in Hulk fossero causate dal tramonto e annullate all'alba, ma in seguito si scoprì che sono innescate da ondate di adrenalina in risposta a sentimenti di paura o rabbia.
In The Avengers # 1 (settembre 1963), Banner divenne un membro fondatore dell'omonima squadra di supereroi. Nel terzo numero, l'uso eccessivo della macchina a raggi gamma ha reso Hulk un mostro incontrollabile e furioso. La serie ha stabilito lo stress come causa scatenante della trasformazione di Banner in Hulk. Durante questo periodo Hulk sviluppò un'identità più selvaggia e infantile, allontanandosi dalla sua versione originale di figura brutale ma non del tutto priva di intelligenza. Inoltre, la sua memoria fu notevolmente compromessa nel suo stato di Hulk. The Incredible Hulk # 227 (1978) stabilì che l'identità separata di Hulk non era dovuta alla mutazione che colpiva il suo cervello, ma perché Banner soffriva di disturbo dissociativo dell'identità, con il selvaggio Hulk Verde che rappresentava la rabbia e l'aggressività represse dell'infanzia di Banner, e Hulk Grigio che rappresenta i desideri e gli impulsi egoistici repressi di Banner.
Bruce Banner ha avuto un'infanzia infelice in cui il padre alcolista ha ucciso la madre, ma l'amore della moglie Betty (figlia del Generale Ross, suo nemico quando è nei panni di Hulk) era in grado di renderlo calmo, tanto che per un certo periodo della sua vita fu in grado di mantenere l'aspetto di Hulk e la mente di Bruce. Ma la morte della moglie per mano di Abominio rompe questo equilibrio, facendogli perdere qualsiasi controllo a ogni nuova trasformazione e costringendolo a vivere inseguito delle autorità a seguito delle distruzioni causate.
Bruce quindi si ritrova a vagabondare per gli Stati Uniti cercando di stare lontano dai guai, ma quando per qualche motivo si arrabbia diventa verde e spacca tutto per poi uscire di scena e alla fine ritrovarsi seminudo e svenuto da un'altra parte.

### Incarnazioni
Oltre alla versione classica di Hulk, nota come Hulk Verde o selvaggio, ci sono state altre diverse incarnazioni che rappresentano altrettanti sviluppi della personalità frammentata e schizofrenica di Bruce Banner. Si ricordano Joe Fixit o l'Hulk intelligente o grigio, Mechano, War, il Maestro e lo Sfregio Verde.

#### Hulk Verde (Hulk Selvaggio)
È la prima incarnazione e quella principale, famosa e riconoscibile per i celebri slogan urlati dal personaggio, come «Hulk Spacca!» e «Hulk è il più forte che c'è». Ha una mente infantile, un vocabolario limitato e in genere si riferisce a sé stesso in terza persona ripetendo di «voler essere lasciato in pace». Rappresenta il bambino che è in Banner, che spesso si è sentito incapace di difendere se stesso e la madre dalla follia del padre. Se si escludono le incarnazioni potenziate (War Hulk e lo Sfregio Verde) questa è l'incarnazione fisicamente più potente, avendo in passato sconfitto una minaccia universale del calibro del Galaxy Master.

#### Hulk Grigio (Joe Fixit)
Nella saga dell'Hulk grigio si scopre che in realtà Bruce ha diverse personalità: l'Hulk verde corrisponde all'ES freudiano e l'Hulk grigio al super Io; ogni qual volta Bruce si ritrova sotto stress le sue personalità entrano in conflitto. L'alter ego Hulk grigio riesce a prendere il sopravvento e con il nome di Joe Fixit vive e lavora a Las Vegas. Grazie all'intervento dello psicologo Leonard Samson queste diverse personalità si fondono in una sola e Bruce si trasforma in un Hulk più grande ma con l'intelligenza di Banner e il cinismo di Joe Fixit.

#### Sfregio Verde (Green Scar / Gravage Hulk)
Quest'incarnazione è verde e ha caratteristiche prese da entrambe le precedenti versioni: la forza e la resistenza sono aumentate dalla rabbia come l'Hulk selvaggio, intelligenza e astuzia sono quelle dell'Hulk grigio, ma diversamente dai precedenti Sfregio Verde non torna a essere Bruce Banner quando ha sbollito la rabbia. È un genio della tattica in battaglia oltre che esperto nella lotta e nell'uso di armi bianche. A suo tempo questa versione del personaggio era la più potente mai esistita, in quanto rappresentava l'Hulk più furioso di sempre («Never been angrier, never been stronger» è lo slogan di World War Hulk). Lo Sfregio Verde è riuscito anche a sconfiggere Sentry alla fine di World War Hulk. Greg Pak, l'autore delle saghe Planet Hulk e World War Hulk, in un'intervista ha spiegato che all'inizio di Planet Hulk la personalità dominante era quella del cosiddetto Gravage Hulk, che unisce il carattere dell'Hulk grigio alla forza dell'Hulk verde (il termine Gravage è la contrazione di savage e grey, selvaggio e grigio). In seguito le esperienze sul pianeta Sakaar lo hanno portato a evolversi nello Sfregio Verde e successivamente con il Distruttore di Mondi nel finale di World War Hulk. Pak sottolinea che lo Sfregio Verde è il Gravage Hulk, mentre il Distruttore di Mondi è una incarnazione a sé stante che rappresenta Hulk al suo più alto livello di potere. Nonostante questo enorme potere Hulk non lo ha mai usato al suo massimo.

#### War Hulk
Ideato da Peter David è una versione del personaggio potenziata da Apocalisse con la tecnologia celestiale nella quale ai poteri classici di Hulk aggiunge un'armatura. Trattasi poi dell'Hulk post-Onslaught divenuto un nexus tra due realtà ben distinte dell'universo Marvel e del microverso creato da Franklin Richards dalle quali Hulk poteva attingere energia senza limiti. War Hulk è l'unico personaggio Marvel, insieme a Thor, che sia riuscito a fermare il Fenomeno. Le sue apparizioni sono soltanto due nelle quali affronta e sconfigge rispettivamente il Fenomeno e l'Uomo Assorbente. La sua spada viene definita capace di decapitare Fenomeno.

#### L'Hulk "Professore" (Merged Hulk)
Altra storica incarnazione creata da Peter David che possiede la forza dell'Hulk Selvaggio, l'abilità dell'Hulk grigio e l'intelligenza di Bruce Banner senza le sue paure e insicurezze. Questa incarnazione nasce grazie a Doc Samson che mescola le sue tre personalità in un'unica versione idealizzata di Hulk. L'Hulk Professore è un abile stratega e leader e dotato di un meccanismo di autodifesa psichico che evitava che l'Hulk Selvaggio che era in lui prendesse il sopravvento e che consisteva nella ritrasformazione in Banner durante i momenti di grande stress o rabbia. L'Hulk Professore appare nel film Avengers: Endgame ma, invece di essere una sua rappresentazione fedele, è solo Banner nel corpo di Hulk che mantiene la sua coscienza e la sua intelligenza: infatti non viene nemmeno chiamato Professor Hulk, ma Smart Hulk.

#### Maestro
È l'Hulk della miniserie Futuro Imperfetto di Peter David che narra di un futuro possibile dove Hulk è l'unico super-umano sopravvissuto al conflitto mondiale e regna incontrastato sul mondo come un dispotico tiranno. I Marvel Handbook riferiscono che, avendo egli assorbito per centinaia d'anni radiazioni gamma, la sua forza è doppia rispetto a quella della sua controparte classica così come la sua follia. Il Maestro riesce a spezzare il collo dell'Hulk Professore richiamato dal passato proprio per fermare questa sua controparte malvagia, ma Hulk si ristabilirà riuscendo a sconfiggerlo: il Maestro, però, tornerà in vita per creare nuovi problemi a Bruce Banner e farà presente a quest'ultimo che "Hulk" è davvero immortale e che, in un modo o nell'altro, ritornerà sempre dalla morte. Quest'incarnazione, proveniente sempre dal futuro, appare in un episodio della serie animata Hulk e gli agenti S.M.A.S.H..

#### Hulk privo di mente (Mindless Hulk)
È l'Hulk predominante quando l'influenza del subconscio di Bruce Banner viene completamente rimossa. Il risultato è un mostro irrazionale che con l'unico scopo di sopravvivere distrugge tutto quel che incontra. Quest'Hulk è riuscito a distruggere la parte fisica di Onslaught. Le altre storie che ospitano questa incarnazione sono in parte inedite in lingua italiana (Incredible Hulk nn. 299-307, Hulk Annual n. 13). Questa incarnazione appare brevemente in un episodio della serie televisiva Avengers Assemble.

#### Hulk privato fisicamente di Banner
È l'Hulk separato fisicamente da Banner grazie all'intervento del bagno nutritivo di Doc Samson. Questa versione non parla e si esprime soltanto tramite grugniti rabbiosi. Questa incarnazione compare: nella serie televisiva del '96, nel film Hulk vs. Thor e nella collana di fumetti Hulk & i Difensori.

#### Hulk Gigante (Pappy Banner)
Nel futuro alternativo in cui tutti i criminali si sono alleati e hanno sterminato quasi tutti gli eroi, le radiazioni hanno fatto impazzire Bruce Banner facendolo diventare malvagio, sadico e cannibale. Dopo essersi accoppiato con She-Hulk ha avuto figli e nipoti congeniti con cui si è spartito lo stato della California. In questa versione Bruce ha imparato ad adattare i suoi poteri in modo da avere una forza e agilità paragonabili a quando è trasformato mentre quando si trasforma in Hulk diventa un mostro alto 5 metri. Tuttavia sembra essersi anche indebolito, perdendo le capacità rigenerative che disponeva e l'apparente immortalità. Hulk divora Logan, credendo di averlo infine ucciso, ma questi lo squarcia dall'interno uscendo fuori, uccidendo così Hulk.

#### Hulk Diavolo (Devil Hulk)
Questa versione di Hulk è apparsa unicamente in una storia pubblicata durante la gestione della serie regolare da parte di Paul Jenkins. La storia mette a confronto Bruce Banner in viaggio nel suo subconscio con le varie incarnazioni di Hulk. Rinchiuso in una cella si trova l'Hulk Diavolo che rappresenta il lato oscuro. Così come ogni manifestazione di Hulk rappresenta fisicamente una parte della psiche di Banner, l'Hulk Diavolo ne incarna la malvagità potenziale insita nel profondo del suo subconscio. L'Hulk Diavolo compare in un episodio della serie animata del 1996 e della serie animata del 2013 (benché sia ribattezzato Hulk Oscuro).

#### Hulk Colpa (Guilt Hulk)
Una malvagia personalità alternativa del dottor Bruce Banner, Guilt Hulk incarna tutta la sua colpa, la sua vergogna e i suoi rimpianti. Esistendo nella mente di Bruce, l'entità cerca di manifestarsi e impazzire nel mondo reale.

#### Worthy Hulk
Hulk assume questa forma in Brasile durante gli eventi della saga Fear Itself mentre si trova con Red She-Hulk per riposarsi. Qui viene in contatto con un Martello del Serpente che conteneva un'entità demoniaca, divenendo il più potente tra gli avatar del terrore noti come i Valorosi. Questa versione conserva tutte le abilità dell'Hulk classico ma perde la capacità di controllarsi a causa della possessione demoniaca. Il suo aspetto è simile a quello di Hulk classico ma non ha i capelli e indossa un'armatura.

#### ÜberHulk
Incarnazione che appare per pochi istanti nella serie Indistruttibile Hulk. Non è propriamente una trasformazione di Bruce Banner ma più che altro dello stesso Hulk. In missione per lo S.H.I.E.L.D., Bruce si ritrova a saltare da un'era ad un'altra fino a ritrovarsi al momento in cui la bomba a raggi gamma esplode. Trasformato in Hulk e quindi privo delle sue facoltà salva erroneamente sé stesso del passato assorbendo lui le radiazioni e diventando così un "Hulk al quadrato". Questa versione è relativamente molto più grande del classico Hulk sia in altezza che in muscolatura con capelli più lunghi. Estremamente potente, ÜberHulk riesce a demolire una macchina con un solo urlo mentre con il semplice gesto di una mano crea un'onda d'urto tale da spazzare via un furgone. Si scoprirà che questa versione non è casuale, ma appartiene a un piano del viaggiatore nel tempo Zarrko che vuole usare questo nuovo Hulk per distruggere la prigione in cui è rinchiuso e scappare. In un gesto di coraggio Bruce Banner riesce però a sventare questo suo piano riportando la realtà alla normalità e facendo sparire per sempre questa versione di Hulk.

## Archi narrativi
- Onslaught: Hulk combatte Onslaught (un'entità psionica potente come i Celestiali, che disponeva dei poteri combinati del Professor X, di Magneto, di Nate Grey, di Franklin Richards e della gemma di Cyttorak) insieme agli X-Men. Jean Grey riesce, su invito del Merged Hulk stesso, a "spegnere" la personalità di Banner, che rappresentava la valvola di sicurezza che arginava il potere di Hulk, rendendo il Golia Verde più potente di quanto fosse mai stato in precedenza. Questo "Onslaught Hulk", furibondo, riesce con un singolo pugno di forza inaudita a distruggere la corazza/manifestazione fisica (che tutti gli eroi e i villain uniti non erano riusciti ad intaccare) di Onslaught al suo massimo livello di potenza. Il contraccolpo fu tale che in seguito Hulk rimase separato da Banner per un breve periodo.
- Planet Hulk: prima degli eventi narrati nella mini-serie Civil War Hulk viene esiliato nello spazio con l'inganno ad opera degli Illuminati finendo sul pianeta Sakaar dove si trova a combattere un impero di alieni e creature forti quasi quanto lui e altrettanto brutali. L'unico modo per farsi integrare è conquistare il favore del popolo vincendo le gare gladiatorie dove si guadagna il nome di "Sfregio Verde". Dopo aver spodestato il tiranno del pianete e aver salvato il pianeta stesso dalla distruzione, Hulk sposa Caiera e viene acclamato re. Improvvisamente la navicella che lo aveva portato sul pianeta esplode distruggendo gran parte del pianeta e dei suoi abitanti fra cui la moglie di Hulk incinta. Hulk attribuisce la colpa dell'accaduto agli Illuminati e recuperata una nave spaziale può tornare sulla Terra per vendicarsi, dando vita agli eventi che daranno il via alla saga di World War Hulk.
- World War Hulk: ritornato sulla Terra Hulk vuole vendicarsi degli Illuminati ritenuti responsabile della distruzione del pianeta Sakaar e della morte della moglie. Attacca quindi Manhattan con l'intento di punirli e questo fa coalizzare gran parte dei supereroi per fermarlo mentre altri si uniranno a lui. Hulk sembra avere la meglio negli scontri ma dopo aver scoperto che gli uomini del tiranno del pianeta avevano sabotato l'astronave, colmo di rabbia, si trasforma nel distruttore di mondi delle leggende sakaariane e raggiunge un tale livello di potere da mettere a rischio l'intera costa est degli Stati Uniti. Iron Man riesce però a riportarlo alla forma umana di Bruce Banner.

Hulk rosso (disegnato da Ed McGuinness)

- Hulk Rosso: un nuovo Hulk di colore rosso, di cui si ignora l'identità, inizialmente sembra avere la meglio sia su Hulk che su altri super eroi. Questo essere è in realtà Thunderbolt Ross, che per salvare il mondo dalla corruzione e dal declino morale diventa l'Hulk Rosso. Riuscito a occupare la Casa Bianca con un colpo di Stato viene sfidato dall'Hulk verde che riesce a sconfiggerlo definitivamente e a farlo rinchiudere nella vecchia base gamma sotto la custodia dei Vendicatori[56]. Il personaggio esordisce nel 2008 protagonista di una saga che si conclude dopo 57 albi proseguendo poi come "Red She-Hulk"[56][57].
- Dark Reign: La lista: Bruce Banner non riesce più a trasformarsi in Hulk a causa dell'Hulk Rosso e Norman Osborn manda Ares a scoprire se è vero. Bruce viene salvato dall'intervento di Bomba-A.
- La caduta degli Hulk: Bruce Banner si allea con l'Hulk rosso per combattere l'Intellighenzia, un gruppo di criminali con l'intento di controllare il mondo. Siccome il capo dell'organizzazione conosce la vera identità dell'Hulk rosso Banner organizza l'uccisione del Generale Ross, trattandosi in realtà di un simulacro o Life Model Decoy. Poi cerca di impedire invano la cattura degli otto uomini più intelligenti del pianeta da parte dell'organizzazione per assorbirne le conoscenze. Per contrastare Banner, utilizzando un raggio ottenuto dal sangue di Doc Samson, il Capo fa "hulkizzare" i supereroi che si trovavano lì per aiutare Banner. Alla fine anche Banner viene catturato.
- World War Hulks: mentre Bomba A, Skaar, Korg, She Hulk e Lyra combattono gli eroi hulkizzati, Banner si risveglia dalla quasi morte cerebrale insieme agli altri otto uomini rapiti. Nel tentativo di assorbire radiazioni dagli eroi hulkizzati per impedirne la morte torna a essere Hulk. Skaar allora cerca di ucciderlo ma Hulk lo sconfigge per poi riappacificarsi con lui. Infine combatte contro Hulk Rosso sconfiggendolo.
- Il Figlio Oscuro: sul pianeta K'ai, Hiro Kala (figlio di Hulk e di Caiera e fratello di Skaar), salva il pianeta dalla glaciazione. Mentre Hulk e She Hulk Rossa stanno ancora combattendo irrompono gli ologrammi di Steve Rogers e di Amadeus Cho che propongono a Hulk di unirsi alla sua squadra per intercettare il pianeta K'ai che è appena entrato nel Sistema Solare. Hulk rifiuta. Skaar, venuto a conoscenza delle intenzioni del fratello di distruggere il pianeta, lo comunica al padre che decide di andare nello spazio per fermarlo. Sul pianeta (l'intento di Hiro Kala è quello di farlo schiantare sulla Terra), Bruce incarica Skaar, Rick e Korg di spaccare la crosta del pianeta per cambiarne la traiettoria. Hulk incontra Hiro Kala e i due iniziano a combattere. Intanto Skaar si fonde con il pianeta e cerca di fermarlo ma muore nel tentativo. Hulk sconfigge il figlio. Ricompare Skaar che è sopravvissuto e ingaggia uno scontro col fratello e cerca di farlo ragionare ma è ancora intento a distruggere il pianeta così che viene intrappolato nella roccia dal fratello. Si riesce infine a deviare la traiettoria del pianeta e Hiro Kala viene spedito nel nucleo.
- Chaos War: mentre Hulk e la sua famiglia tornano sulla Terra vengono avvertiti dal Dottor Strange che Re Caos vuole riportare ogni cosa al caos primordiale bandendo la morte e liberando i demoni e i dannati. Tornato sulla Terra Hulk se la vede con Abominio riesce a sconfiggere quasi tutta la Hulk Family che viene salvata solo con l'aiuto di Strange. Lo stregone diventa poi Zom a causa di Re Caos e Hulk combatte Zom ma lo scontro viene sospeso perché quest'ultimo insieme ad Abominio si dirige da Marlo Jones per risvegliare la morte presente su di lei. Hulk sconfigge Abominio con l'aiuto di She-Hulk Rossa, She Hulk, Doc Samson e Korg. In seguito Hulk incontra suo padre che si trasforma in Guilt Hulk e inizia uno scontro fra i due nel quale il padre ha la peggio. Poi aiuta Ercole e altri a sconfiggere Re Caos. Hulk chiede aiuto a Ercole per la sua famiglia ma il semi-dio ha consumato tutto il suo potere per riparare il mondo e non può aiutarlo. Hulk si dirige quindi verso il monte Olimpo per chiedere aiuto a Zeus scontrandosi con lui ma viene battuto ma quando Zeus comprende che Hulk stava solo cercando di sacrificare la sua vita per il bene degli altri decide di impartire a Hulk una lezione tramite la tortura.
- Dopo Chaos War: Hulk va nella Terra Selvaggia con i Fratelli di guerra e si imbatte in Miek contro cui ingaggia una lotta riuscendo a sconfiggerla. Betty scappa a Roma con Tyrannus e Bruce si reca da lei per informarla che il suo potere sta mutando e che presto non potrà più tornare umana. Betty però si rifiuta di tornare con lui così Hulk si scontra con lei e Tyrannus che intanto aveva rubato il vaso di Pandora per riportare Roma alla gloria imperiale e conquistare il mondo. Nel combattimento irrompono però i Cavalieri di Roma, che esercitano la stessa potenza di Zeus. Hulk però riesce a sconfiggere il loro capo, anche grazie all'aiuto di She-Hulk Rossa. Intanto Tyrannus si è impadronito di un robot di pietra dei Cavalieri di Roma e attacca il personaggio. Mentre Hulk distrugge il robot Tyrannus apre il vaso di Pandora da cui esce Spero, l'entità che alle origini rappresentava la speranza del genere umano, ma che col passare del tempo e della solitudine si è tramutata in vendetta, distruzione e furia. Spero viene distrutta da Hulk e Betty, che non sopporta più questa vita, trasformandosi in She-Hulk Rossa se ne va con Tyrannus lasciando Hulk solo.
- Cuore di Mostro: qualche tempo dopo Monica Rappaccini (scienziata dell'AIM ed ex fidanzata di Bruce Banner) irrompe nella fortezza di Tyrannus e trasforma la fonte della giovinezza in un pozzo dei desideri. A Las Vegas intanto compaiono così vari mostri tra i quali alcuni vecchi nemici di Hulk potenziati rispetto al passato che però vengono sconfitti lo stesso da Hulk. Intanto Armageddon, il re della razza aliena dei Troyjan, ha avvelenato mortalmente She Hulk e Rick Jones causando l'ira di Hulk che lo porta a trasformarsi nel Distruttore di Mondi. Mentre Monica cura Jen e Rick, Hulk sconfigge Armageddon e poi sparisce nella Dimensione Oscura. Il Dottor Strange, Amadeus Cho e la dottoressa Di Cosimo vanno nella Dimensione Oscura per recuperare Hulk ma scoprono che quest'ultimo non vuole essere recuperato. In seguito alla liberazione dei Senza Mente Hulk si trasforma nuovamente nel Distruttore di Mondi e stavolta decide di non contenersi come in passato e annienta i suoi nemici, l'esercito di Senza Nome e l'intero esercito del Mindless One in un istante, distruggendo e ricostruendo la Dimensione Oscura all'infinito. Tyrannus, tornato in vita, scampò al ciclo eterno di morti e resurrezioni giungendo sulla Terra con Fin Fang Foom che ha l'intenzione di distruggere il pianeta. Per evitare questo Hulk e She-Hulk Rossa ritornarono nell'universo classico. Nel frattempo She-Hulk e Rick Jones, guariti, assorbirono le radiazioni di una colossale esplosione gamma diventando mostruosamente enormi e senza controllo. Anche Hulk e Betty diventarono giganteschi dopo aver assorbito le bombe gamma espulse da Fin Fang Foom; alla fine Hulk riuscì a riportare tutti come erano prima grazie al pozzo dei desideri. Betty espresse infine come ultimo desiderio che Bruce potesse ottenere quello che voleva. Ma il desiderio non ebbe effetto poiché Bruce e Hulk sono la stessa persona. La storia finisce con Hulk e She-Hulk Rossa che se ne vanno insieme.
- Fear Itself: andando in Brasile assieme a Betty per vivere tranquilli, dopo la caduta di un meteorite i due si trasformano e si dirigono verso il cratere. Bruce si avvicina troppo viene posseduto dallo spirito demoniaco al suo interno diventando così il Worthy Hulk o Breaker of Worlds (diverso dal World Breaker di World War Hulk). Hulk controllato dal demone insegue Betty per tutta la nazione. Più volte Red She-Hulk tenta di farlo calmare ma lo spirito maledetto non permette all'ospite di dominare il corpo di nuovo e solo il tempestivo intervento dei Vendicatori evita il peggio. Arriva poi Thor, che raccogliendo tutte le sue energie, riesce a scaraventare il suo avversario nell'atmosfera. Hulk, ancora controllato da Nul, ricade in Romania.
- Separati: in seguito a quanto avvenuto durante il crossover Fear Itself Hulk appare separato da Banner e vive una tranquilla vita sotterranea con i talpoidi mentre il dottor Banner, non potendo più sfogare la sua rabbia repressa, è impazzito e dopo aver rotto con Betty ha iniziato a fare esperimenti sugli animali nel tentativo di tornare a essere Hulk. Da Hulk giunge Mad Squad, una task force governativa segreta con a capo Amanda Von Doom che cerca di convincere Hulk ad allearsi con loro per uccidere Banner che è ormai pazzo e potrebbe mettere a rischio molte vite. Hulk capisce che l'unico modo di essere libero è quello di eliminare Banner e accetta la proposta. Si scopre che a separare Hulk da Banner è stato il Dottor Destino, che lo voleva per i suoi scopi. Hulk riesce a salvare lui e il suo ex alter ego da Destino. Amanda innesca una bomba gamma mentre Hulk mette la parola fine al suo scontro con Banner immobilizzandolo durante l'esplosione. Dopo la morte di Banner Hulk si reca pentito e furioso da Destino incolpandolo della pazzia di Banner ma il dottore affermando di non aver fatto nulla batte Hulk. Hulk scopre poi che l'esplosione non ha ucciso Banner ma lo ha ricongiunto a lui solo che adesso Hulk è la forma standard e quando è calmo si trasforma in umano. Banner cerca di trovare una cura per il suo alter-ego ma alla fine decide di non usarla e si riconcilia con Hulk che ora vuole vendicarsi di Destino per averli usati entrambi e recatosi a Latveria non riesce però a trovarlo.
- Marvel Now: Indistruttibile Hulk: stanco di essere visto come un mostro Banner si allea con lo S.H.I.E.L.D. per dare il suo contributo positivo al mondo come scienziato e Hulk entra nello S.H.I.E.L.D. per tutte le missioni in cui potrà essere utile e poi verrà coinvolto nella nuova formazione estesa dei Vendicatori.
- Doc Hulk: Durante una missione per lo S.H.I.E.L.D. Banner rimane ferito e Tony Stark lo guarisce con una nuova versione di Extremis e pertanto Hulk diventa incredibilmente intelligente trasformandosi in "Doc Hulk". Quest'ultimo arriva alla conclusione che gli esseri dotati di energia gamma sono troppo pericolosi per l'umanità quindi sintetizza un siero a base di nano-macchine che dovrebbe neutralizzare l'energia gamma. Hulk priva dei loro poteri Betty, Rick, Skaar e il generale Ross tranne sua cugina Jenny dato che Hulk è dell'opinione che è la sola persona a cui la forza gamma abbia realmente migliorato la vita.
- Immortale: dopo essere stato ucciso da Occhio di Falco durante gli eventi di Civil War II, Bruce Banner viene resuscitato per poi scoprire definitivamente che Hulk è immortale: se Banner muore Hulk tornerà sempre, riportandolo in vita. Diventato un fuggitivo dovrà affrontare alla potente e segreta Organizzazione Ombra intenta a catturare e carpire i segreti di Hulk. Intanto Banner scopre che le sue radiazioni Gamma possono aprire portali in zone oscure della dimensione che lo porterà suo malgrado ad andare all'Inferno dove dovrà scontrasti con una potentissima minaccia.
- Spaccanauta: Bruce Banner riesce a trasformare Hulk in una vera e propria astronave, alimentata con la rabbia del gigante di giada. Si scontra con Thor e Iron Man, riuscendo a distruggere l'armatura più forte in assoluto di quest'ultimo, la Celestial Hulkbuster, grazie all'emissione di un'enorme quantità di radiazioni gamma e trasformando anche Thor in un Hulk. Successivamente Hulk finisce su un pianeta alieno, dove è venerato, ma in seguito una delle versioni più forti di Hulk - Titan Hulk - riesce a prendere il sopravvento e quasi distruggere il pianeta, prima di essere fermato dal classico Hulk che riesce a riprendere il controllo su se stesso.

## Poteri e abilità

Hulk, disegnato da Dave Cockrum

Bruce Banner è considerato una delle più grandi menti scientifiche dell'universo Marvel, poiché ha "una mente così brillante che non può essere misurata con nessun test di intelligenza conosciuto". Norman Osborn stima che egli sia la quarta persona più intelligente della Terra. Quindi è capace di straordinarie prodezze d'intelletto, come elaborare e riconfigurare un sistema informatico avanzato e particolarmente sofisticato in una manciata di secondi. In effetti, Banner riuscì persino a infettare un sistema informatico con un virus che nemmeno Tony Stark, impiegando le sue abilità, era in grado di contrastare. Banner ha competenze in biologia, chimica, ingegneria e fisiologia e ha conseguito un dottorato di ricerca in fisica nucleare. Usando la sua conoscenza, può creare e controllare tecnologie incredibilmente avanzate, compresa una personale chiamata "Bannertech", che è paragonabile allo sviluppo tecnologico di Tony Stark, Victor Von Doom o Reed Richards; alcune di queste tecnologie includono un campo di forza che può proteggerlo dagli attacchi di entità del livello di Hulk e un teletrasporto. Tony Stark ha descritto Banner come il più brillante scienziato nucleare del pianeta. Oltre alla sua lingua madre, l'inglese, Banner ha imparato il russo ottenendo il suo dottorato di ricerca. Parla fluentemente anche il tedesco bavarese. Durante i suoi vagabondaggi per il mondo, Banner imparò a diventare un abile fuggitivo, capace di nascondere facilmente la sua identità.
A causa di un fattore genetico sconosciuto, dopo esser stato investito dalle particelle altamente radioattive sprigionate dalla detonazione della Bomba Gamma da lui stesso creata, Banner ha acquisito la capacità di trasformarsi in Hulk. Inizialmente, la trasformazione avveniva automaticamente al tramonto e durava fino all'alba, ma, successivamente, qualcosa nel suo organismo è cambiato e ora la metamorfosi viene innescata dall'adrenalina di Bruce, indipendentemente dall'orario: quando egli viene sopraffatto da rabbia, stress o paura, o qualora attaccato, ferito o persino sedato, l'ormone dà il via al cambiamento, la cui durata può variare da pochi secondi a circa cinque minuti, a seconda dell'intensità della scarica di adrenalina, che, a sua volta, dipende dall'entità dello stimolo iniziale. Una volta che la trasformazione è conclusa, i livelli di adrenalina del Gigante Verde si riducono. Si sono verificati casi in cui Banner si è trasformato in Hulk senza che fosse l'adrenalina ad innescare la metamorfosi, cosa che fa supporre che, in realtà, il meccanismo sia di natura più psicologica che fisica.
Hulk è considerato uno degli esseri più potenti dell'Universo Marvel. Innanzitutto, sorpassa i 2,7 metri di statura e pesa circa 630 kg; inoltre dispone di forza, resistenza, velocità, agilità e riflessi disumani. Riesce infatti, tra le altre cose, a sollevare anche più di 1000 tonnellate. Tuttavia, sembra che il suo vero potenziale sia parzialmente trattenuto dalla psiche di Bruce, che cerca di limitare i danni che il Gigante Verde potrebbe causare. Ad ogni modo, più Hulk si arrabbia, si eccita o viene sottoposto a stress, più l'adrenalina fa sì che la sua forza, la sua resistenza e la sua stamina aumentino, un processo che può accrescere la sua potenza in modo potenzialmente illimitato, rendendola, di fatto, incalcolabile. Tra le sue più incredibili prove di forza, figura l'essere riuscito a vincere la forza infinita di un buco nero per impedire che esso lo risucchiasse assieme agli altri Difensori. Il Gigante Verde è anche estremamente resistente ad ogni forma di telepatia, una resistenza che, come la sua potenza fisica, aumenta al crescere della furia del mostro. Inoltre, Hulk è dotato di un potente fattore rigenerante, il quale cresce in efficacia e rapidità all'aumentare dell'ira del personaggio, similmente alle sue doti atletiche. Proprio questa capacità lo rende totalmente immune a qualunque tipo di patologia terrestre e agli effetti dell'invecchiamento. Qualora si trovi in un ambiente nel quale è biologicamente impossibilitato a sopravvivere, il Gigante Verde può mutare la propria fisiologia di base per adattarsi e sopravvivere praticamente ovunque, anche sott'acqua, un'altra capacità che la furia di Hulk può accrescere. Sembra sia impossibile ucciderlo: da quando Banner è rimasto coinvolto nell'esplosione della Bomba Gamma, è capitato più volte che lui e il suo alter ego fossero uccisi, salvo poi, in un modo o nell'altro, tornare in vita. Alcuni hanno ipotizzato che questa singolare capacità possa essere neutralizzata danneggiando l'ipotalamo di Hulk, colui che, tra i due, sembra essere responsabile delle frequenti resurrezioni. Il Gigante Verde può generare ed emettere enormi quantità di radiazioni gamma o assorbirle da fonti esterne, utilizzandole per incrementare ulteriormente la sua forza. Può assorbire ed impiegare a scopo di potenziamento anche la magia oscura e deflettere l'energia gamma che viene indirizzata contro di lui. Sembra che Hulk sia in grado di localizzare istintivamente il luogo nel quale la Bomba Gamma lo generò e di fare lo stesso con qualunque persona desideri, a condizione di essere sufficientemente motivato a trovarla. Ha dimostrato di essere anche in grado di percepire le entità ultraterrene (percezione che, sebbene in forma molto limitata, si riflette anche in Bruce) e di interagire fisicamente con esse.
Nel corso degli anni, vari eventi e fattori hanno provocato il manifestarsi di varie incarnazioni del Gigante Verde, ognuna con una personalità, delle caratteristiche e delle capacità peculiari, le quali vanno a rispecchiare i diversi aspetti della psiche profondamente turbata di Banner. Attualmente, a causa del trauma che le sue recenti e numerose resurrezioni hanno rappresentato per Bruce, Hulk ha assunto una nuova forma, quella del cosiddetto Diavolo Hulk: fintanto che Banner non si trasforma, questa versione del personaggio si manifesta come uno strano istinto che guida Bruce ovunque Hulk desideri; per tutto l'arco della giornata, Banner risulta del tutto incapace di trasformarsi in qualsivoglia modo, salvo poi farlo automaticamente qualora venga ucciso, resuscitando al sopraggiungere della notte sotto forma del gigante verde e ritornando alla normalità solo al sorgere del sole. Ogniqualvolta riemerge, Hulk dimostra una grande intelligenza e il desiderio di punire tutti coloro che fanno del male al prossimo, dopo averli osservati, prima di manifestarsi, da dentro Bruce. Questa incarnazione del Gigante Verde parrebbe essere la forma più potente mai apparsa.

## Comprimari e avversari

### Comprimari
Fra i comprimari principali abbiamo Betty Ross con la quale Banner è stato sposato; Rick Jones, che dopo essere stato causa dell'incidente che ha trasformato Banner in Hulk, tenta di farsi perdonare rimanendogli vicino e diventandone amico; Leonard Samson invece è un'altra vittima dei raggi gamma che lo hanno reso un potente alleato di Hulk perché grazie alle sue conoscenze gli ha più volte evitato guai peggiori. Ci sono poi il Dottor Strange, i Fantastici Quattro, Silver Surfer e Namor il Sub-Mariner con cui ha creato il super gruppo dei Difensori.

### Avversari
Fra i nemici di Hulk vi sono Samuel Sterns/Capo, un individuo la cui assunzione di raggi gamma al contrario di Banner ha interessato solo la mente; Emil Blonsky, un'altra vittima delle radiazioni gamma che lo trasformano nel terribile Abominio il cui unico fine è l'annientamento di Hulk; il Generale Thaddeus E. "Thunderbolt" Ross/Hulk Rosso, She-Hulk Rossa, Brian Banner/Guilt Hulk (il violento e crudele padre di Bruce), il Maestro, il Re Rosso, l'Uomo Assorbente, Zzzax, Glenn Talbot, gli Hulkbuster, Gargoyle, Wendigo, Sasquatch, Bi-Bestia, il Monolito Vivente, One Below All, U-Foes (gruppo formato da Vettore, Ironclad, Vapore e il Raggio X), Mr. Hyde, il Fenomeno (nemico degli X-Men), Rhino (l'iracondo nemico dell'Uomo Ragno che si è scontrato vanamente con Hulk), Boomerang, il Gran Maestro, MODOK, Thanos, Ultron, Galactus (arcinemico di Silver Surfer), il Dottor Destino (arcinemico dei Fantastici Quattro), Annihilus e Loki (arcinemico del fratellastro Thor).

## Gli autori
Oltre ai creatori del personaggio fra gli autori da ricordare si hanno innanzitutto Peter David. Prima di lui le storie erano ormai cristallizzate nel solita trama di base con Banner che se ne va in giro per l'America cercando di stare invano lontano dai guai. Quindi si arrabbia, si trasforma in Hulk e spacca tutto per poi scomparire e risvegliarsi seminudo da un'altra parte. David esce da questo schema a partire dal 1987 e fino al 1998 scrivendo una lunga serie di storie rinnovando il personaggio e affrontando argomenti nuovi e attuali come l'AIDS, la pena di morte, il maltrattamento dei minori sempre accompagnato da disegnatori del calibro di Dale Keown, Ron Garney, Gary Frank, Andy Kubert e Lee Weeks.
Nel 2005 ritorna sulle pagine di Hulk per un breve ciclo di storie sulla serie regolare (Tempest Fugit, in coppia con il già citato Weeks) e di progetti paralleli dedicati a nemici storici del Golia Verde, come la miniserie su Abominio.
Un altro sceneggiatore importante di Hulk è stato il britannico Paul Jenkins autore anche di molte storie dell'Uomo Ragno affiancato da John Romita Jr.
Controverso ma significativo, sia per le reazioni del pubblico, della critica e della dirigenza Marvel, sia per i contenuti il ciclo sceneggiato da Bruce Jones e disegnato da Stuart Immonen, Mike Deodato Jr. e Leandro Fernández, comparso nei numeri dal 34 al 76 della terza serie del Golia Verde (gennaio 2002 - luglio 2004).
Dal 2006 le storie di Hulk sono scritte da Greg Pak, autore anche della sceneggiatura di un'importante trilogia costituita da Planet Hulk, dal crossover del 2007 World War Hulk e da Skaar: Son of Hulk.
Dopo Greg Pak prende il timone lo sceneggiatore Jeph Loeb, affiancato dai disegnatori Ed McGuinness e Ian Churchill.

## Altre versioni

### Ultimate
Ultimate Hulk rispetto al personaggio classico non ha un dualismo della personalità e alterna continuamente il verde e il grigio. Hulk è piuttosto l'emanazione dei sentimenti più forti e istintivi dello scienziato, normalmente repressi, amplificati a dismisura.

### Marvel 2099
Nella versione futuristica del 2099 Hulk è John Eisenhart, un produttore di Lotus Land (la Hollywood del futuro). Viene esposto a delle radiazioni gamma dai Knights of the Banner che tentano di creare un nuovo Hulk. A differenza della sua controparte di Terra 616 Hulk mantiene intatte le sue capacità psichiche. È stato creato da Gerard Jones e Dwayne Turner. La sua forza è enorme e gli consente di sollevare 140 tonnellate in stato non adrenalinico. Conserva l'intelligenza del suo alter ego umano ed è praticamente indistruttibile. Afferma di sentirsi vivo solo quando combatte.

### Hulk:The End-l'Ultimo Titano
Scritto da Peter David e Dale Keown.
In un universo alternativo, sulla terra, una serie di attacchi terroristici atomici ha ridotto la Terra a un pianeta desolato e deserto. Tutti gli eroi, civili e super criminali sono morti e Hulk si trova a essere l'ultimo essere vivente sul pianeta. Alcuni anni dopo il crollo della civiltà umana, Bruce Banner, nascostosi in una grotta, riceve la visita di un robot sentinella alieno. Esso si fa chiamare Registratore proveniente da un settore della stella di Rigel ed è l'emissario di un gruppo di civiltà aliene tra cui la razza dei Kree e gli Skrull. Il robot afferma di trovarsi lì, solo per accertarsi che l'umanità si fosse definitivamente estinta, in quanto essa è considerata dai popoli degli altri mondi come la razza più fastidiosa dell'universo. Il robot afferma infine che i Kree e gli Skrull hanno organizzato un grande festeggiamento per la fine della civiltà umana, rivelando infine che Bruce Banner è l'ultimo rappresentante dell'umanità. Nonostante tutto, il robot sembra provare tristezza per il tragico fato di Bruce, che a questa rivelazione, crolla in un profondo stato di shock, domandandogli se voleva che lo uccidesse per porre fine ai suoi tormenti. Bruce inizialmente rifiuta, ma il robot afferma con sguardo triste, che in futuro cambierà idea. Benché avesse esaurito il suo compito, Registrastore lascia a Bruce un videobot volante per registrare tutti gli avvenimenti che lo avrebbero riguardato da li in poi, e che quando Bruce sarebbe morto, sarebbe tornato a recuperarlo. Dopo questi fatti, passano duecento anni. Bruce in questo tempo, ha esplorato tutti gli stati uniti, osservando la totale desolazione rimasta sul pianeta dopo il disastro atomico, avendo come unica compagnia il videobot che lo riprende costantemente. Hulk che si nutre di radiazioni, al contrario di morire come gli altri, divenne più forte, e non ebbe difficoltà a trovare da mangiare, poiché qualsiasi materia divorasse, si trasformava in energia per sostenerlo. L'unica minaccia rimasta sul pianeta è uno sciame di scarafaggi mutanti carnivori, i quali più volte hanno attaccato in massa e divorato Hulk che con la sua costante rigenerazione accelerata si è sempre potuto riprendere in fretta dalle ferite. Arrivato a un punto cruciale sulla sua condizione di esistenza, Bruce Banner comprende che il robot alieno aveva ragione, e ora è più che mai deciso a voler morire per potersi liberare dal tormento e tornare da tutti i suoi cari. Bruce Banner, disperato, tenta più volte di suicidarsi buttandosi da grandi altezze ma invano, perché poco prima di arrivare a terra, si trasforma in Hulk che glielo impedisce. Bruce è convinto che non si potrà mai liberare da questo tormento, ma una notte, sente un improvviso dolore al petto. Comprendendo che benché Hulk sia immortale, il corpo di Bruce è ormai al limite e che sta per avere un infarto. Bruce in quel mentre vede davanti a sé tutti i suoi amici e compagni e la donna che amava che lo guardano sereni: She-Hulk, Betty, Rick Jones, Marlo, Jim Wilson, Jarella. Comprendendo che lo stanno aspettando. Hulk percependo cosa vuole fare cerca di trasformarsi. Banner e il Golia Verde hanno una violenta discussione interiore perché Bruce vuole morire mentre Hulk si rifiuta perché «è il più forte che c'è». Bruce chiede infine a Hulk di andare via con lui per poter tornare da tutti i loro amici, ma Hulk rifiuta in quanto vuole essere lasciato in pace, avendo sempre ascoltato gli altri che gli dicevano che cosa fare. La discussione finisce così con la morte di Bruce che si è infine liberato, ricongiungendosi con tutti i suoi cari nell'aldilà, e con Hulk che può finalmente restare da solo e lasciato in pace ma percependo «freddo» («Hulk... feels... cold...») venendo costantemente ripreso dal videobot. Non è chiaro alla fine quale sarà il destino che attenderà il gigante di Giada.

### Deadpool kills the Marvel Universe
Nella saga in cui Deadpool scopre di essere un fumetto e decide di uccidere l'intero universo Marvel, un Hulk molto arrabbiato combatte contro di lui facendolo a pezzi, rifugiandosi poi in una caverna e tornando umano. Questo gli costerà la vita poiché Deadpool è sopravvissuto grazie al fattore rigenerante e gli taglia la testa con le sue biglie.

### Bullet Points
In questo What if è Peter Parker a diventare Hulk a causa dello scoppio della bomba a raggi gamma. Bruce Banner nel tentativo di curarlo viene morso da un ragno irradiato e diventa invece Spider-Man. Questo particolare tessiragnatele morirà poi durante la saga Ragnoverso.

## Altri media

### Animazione
Hulk è stato il protagonista di numerosi film animati prodotti dai Marvel Studios e distribuiti da Lions Gate Entertainment direttamente in home video. È apparso in Ultimate Avengers, Ultimate Avengers 2, Hulk Vs. Thor e Wolverine, Planet Hulk, Next Avengers - Gli eroi di domani, Iron Man & Hulk: Heroes United, Phineas and Ferb: Missione Marvel, Avengers Confidential: La Vedova Nera & Punisher, Iron Man & Captain America: Heroes United e Hulk - Nella terra dei mostri.

### Cinema
Hulk è stato il protagonista di numerosi film animati prodotti dai Marvel Studios e distribuiti da Lions Gate Entertainment direttamente in home video. È apparso in Ultimate Avengers, Ultimate Avengers 2, Hulk Vs. Thor e Wolverine, Planet Hulk, Next Avengers - Gli eroi di domani, Iron Man & Hulk: Heroes United, Phineas and Ferb: Missione Marvel, Avengers Confidential: La Vedova Nera & Punisher, Iron Man & Captain America: Heroes United e Hulk - Nella terra dei mostri.

#### Lungometraggi
Il personaggio ha avuto una prima versione cinematografica nel 2003: Hulk di Ang Lee. Il film è stato prodotto dai Marvel Studios su distribuzione Universal Pictures. In questo film Banner è interpretato da Eric Bana. Siamo a distanza di circa 5 anni dal film considerato lo starting point del Marvel Cinematic Universe, ovvero il 2008 con l'uscita del celebre Iron Man con Robert Downey Jr.. Probabilmente i Marvel Studios intendevano partire con un personaggio all'epoca più popolare del semisconosciuto Iron Man, anche grazie ai passaggi televisivi, e inoltre come collante dell'Universo Marvel è il personaggio ideale in quanto parte di decennali di storie di successo, fondatore degli Avengers, dei Defenders e personaggio alquanto differente da quanto proposto dalla rivale Warner Bros. (proprietaria di DC Comics) con la loro "trinità", ovvero Superman, Batman e Wonder Woman. Inizialmente quindi, a fronte di un budget di 100 milioni di dollari (esorbitante per un cinecomic di inizio anni duemila), i costi vanno fuori controllo. Gli effetti speciali sono affidati alla Industrial Light and Magic di Spielberg e alla sezione apposita della Microsoft di Bill Gates. Alla regia viene scelta (con effetto sensazionalistico) la mano di Ang Lee reduce dal successo e pluripremiato Crouching Tiger, Hidden Dragon, il film che viene considerato l'apice del Martial Art Movie del decennio e che ha sdoganato in via definitiva il cinema asiatico nei botteghini statunitensi.

#### Marvel Cinematic Universe
Bruce Banner / Hulk appare come uno dei personaggi principali del Marvel Cinematic Universe. È uno dei protagonisti della Saga dell'Infinito insieme con Iron Man, Capitan America, Thor, la Vedova Nera e Occhio di Falco. In L'incredibile Hulk (2008) è stato interpretato da Edward Norton, ma a partire da The Avengers (2012) è interpretato da Mark Ruffalo.

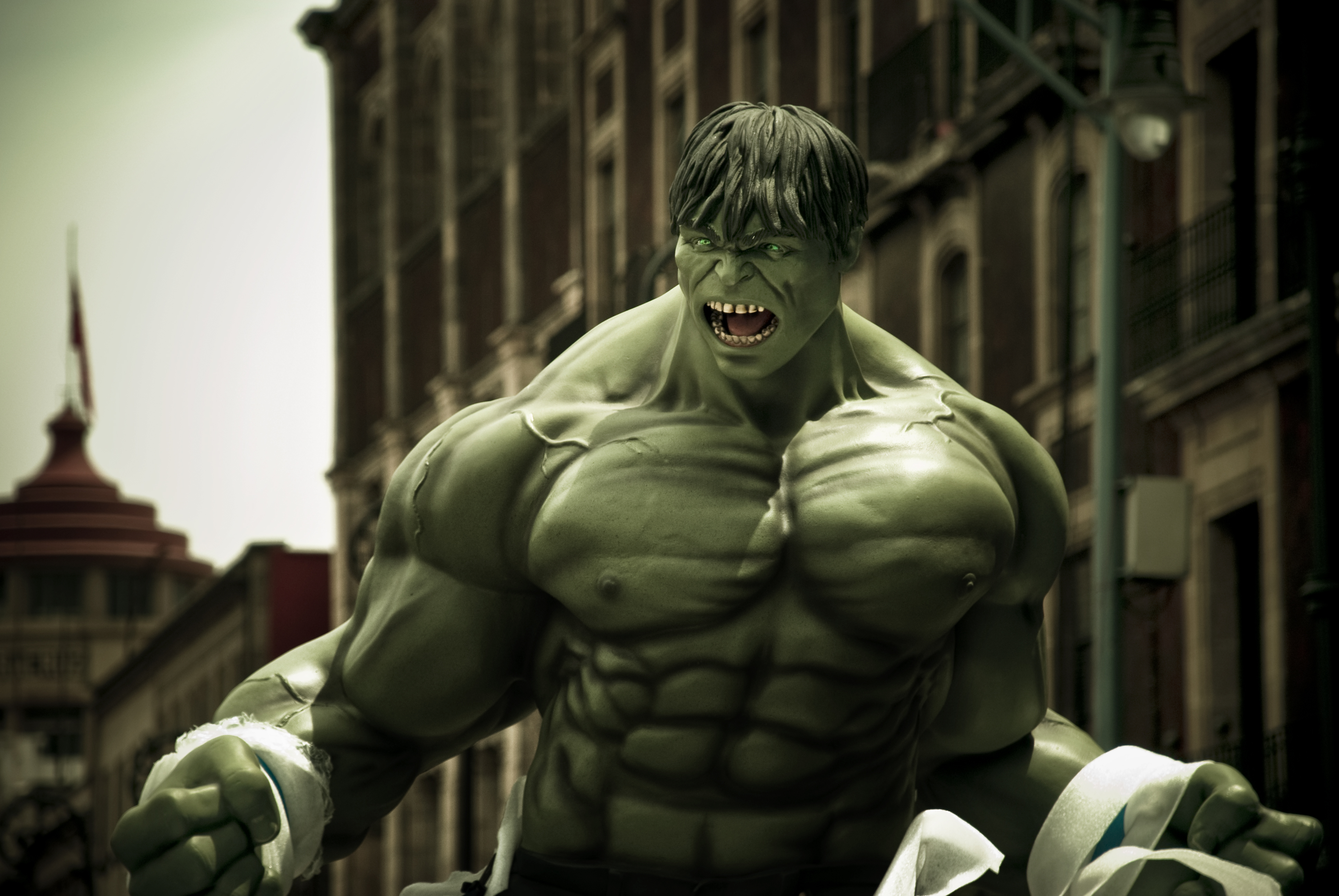
Scultura rappresentante l'Hulk apparso nel film L'incredibile Hulk

- In L'incredibile Hulk (2008), Bruce Banner studiava per conto del governo americano l'utilizzo di un siero per creare un supersoldato, credendo che la chiave di tutto siano i raggi gamma. Per ottenere risultati rapidi, provò l'esperimento su se stesso, ma questo lo trasformò in un gigantesco mostro verde che vuole essere lasciato in pace. Cerca in tutti i modi una cura per liberarsi di Hulk e con l'aiuto della sua ex fidanzata Betty Ross affronta l'esercito comandato dal padre di quest'ultima, il Generale Thunderbolth Ross. Alla fine Bruce capisce di poter usare Hulk per fare del bene e ingaggerà un violentissimo scontro con il feroce nemico Abominio per impedirgli di distruggere New York e di ferire innocenti, per poi darsi nuovamente alla fuga dopo averlo sconfitto.

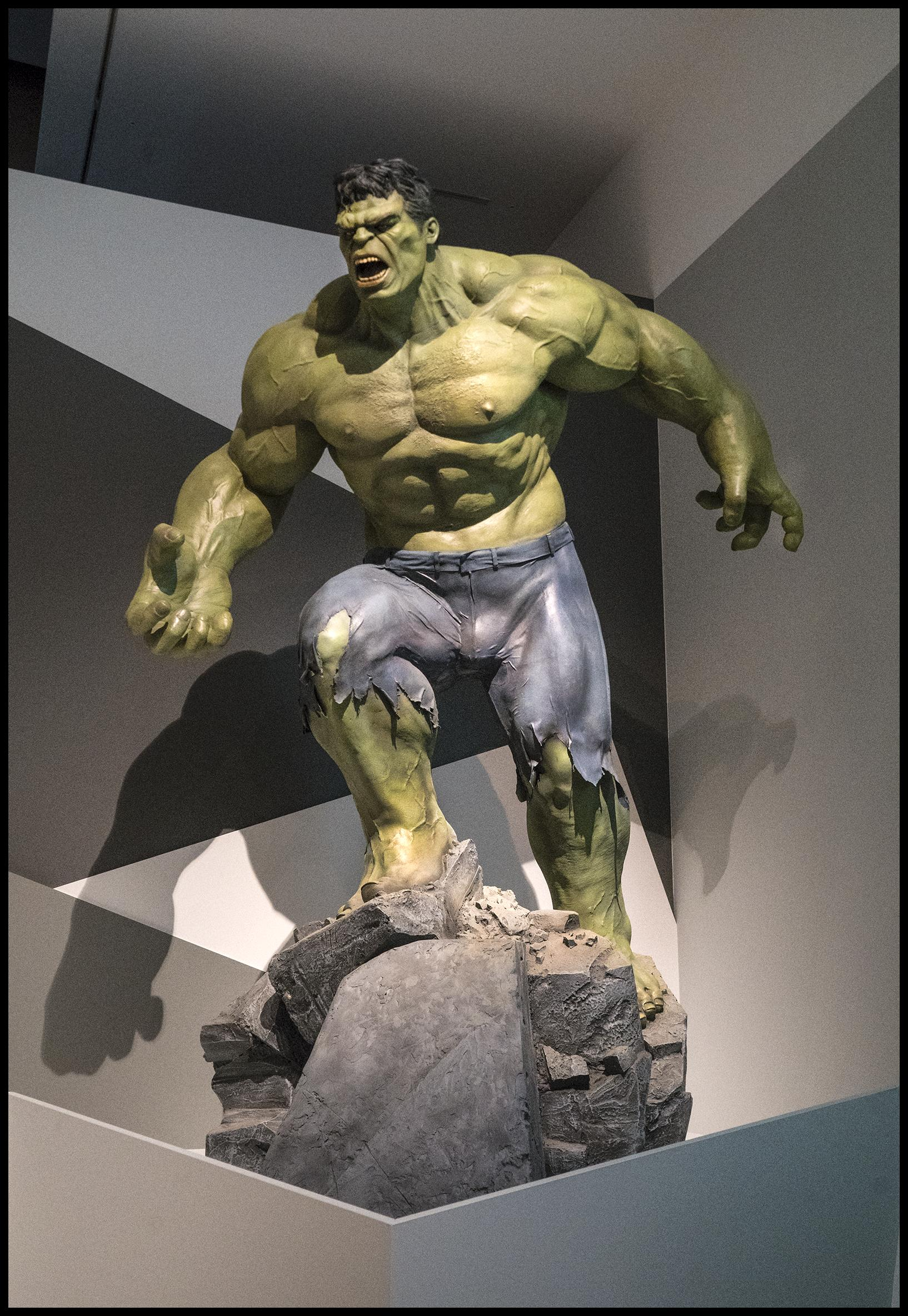
Scultura rappresentante l'Hulk apparso nel film The Avengers e nelle successive pellicole del Marvel Cinematic Universe

- In The Avengers (2012), Bruce Banner viene reclutato da Natasha Romanoff / Vedova Nera sotto ordine di Nick Fury per aiutarli, insieme a Tony Stark / Iron Man, a rintracciare il Tesseract perché emette radiazioni gamma e Bruce le conosce meglio di tutti. A causa dell'attacco dell'Hellicarier da parte degli schiavi di Loki, Banner perde il controllo e si trasforma in Hulk, inseguendo Natasha e affrontando brevemente Thor prima di precipitare dalla base volante. Una volta tornato umano, ritorna a New York e, con il pieno controllo di Hulk, si unisce ad Iron Man, Steve Rogers / Captain America, Thor, la Vedova Nera e Clint Barton / Occhio di Falco per sconfiggere Loki e il suo esercito di Chitauri e salvare il pianeta.
- In Iron Man 3 (2013), Bruce Banner appare nella scena dopo i titoli di coda dove viene svegliato comicamente da Tony Stark che lo aveva convinto a fargli da psicologo per aiutarlo a superare le sue ansie dovute alla battaglia di New York, ma lui si era addormentato all'inizio del racconto.
- In Avengers: Age of Ultron (2015), Bruce Banner e Tony Stark decidono di creare un'intelligenza artificiale chiamata Ultron che potrà aiutarli a difendere il mondo, ma questa diventa autocosciente e vuole distruggere tutta l'umanità, considerandola una minaccia. Inoltre Banner andrà per un po' in crisi dopo aver distrutto come Hulk (mentre era sotto l'influenza di Wanda Maximoff) una città ma in seguito lui e l'affascinante Natasha Romanoff si innamoreranno. Inoltre lui e Stark creeranno un ulteriore automa, Visione, per fronteggiare la nuova minaccia. Alla fine della battaglia Hulk abbandona la Terra, convinto di essere odiato.
- In Thor: Ragnarok (2017), Hulk viene trovato da Thor sul pianeta Saakar, dove è diventato il campione dell'arena dei combattimenti del Gran Maestro, non essendo più tornato ad essere Bruce Banner da due anni; il tempo passato gli ha fatto imparare a parlare (prima di questo esprimeva raramente qualche parola e emettendo per lo più ruggiti) anche se parla di sé in terza persona. Dopo che il Dio del Tuono lo fa tornare in sé, lo aiuta a fronteggiare la malvagia Dea della Morte Hela, sorellastra di Thor, per impedire il Ragnarok e si scontra con Fenris, l'enorme e feroce lupo di Hela che stava minacciando di uccidere Heimdall e gli altri fuggitivi asgardiani. Tra Hulk e Thor nasce una grande amicizia su Saakar, inoltre vediamo che il gigante verde è molto amico anche con Valchiria.
- In Avengers: Infinity War (2018), Hulk viene sconfitto da Thanos in un duro scontro corpo a corpo e rimandato in extremis sulla Terra da Heimdall, ritornando umano, dove incontra il Dottor Strange e Wong nel Santuario di New York. Qui si riunirà agli Avengers per affrontare la minaccia del Titano Pazzo e del suo Ordine Nero, ma non potrà essere molto utile per l'incapacità di trasformarsi in Hulk; nonostante ciò, Bruce combatte con l’Hulkbuster e uccide l'Astro Nero. Sopravvive in seguito allo schiocco di Thanos, rimanendo però inorridito dallo sterminio di massa del titano.
- In Captain Marvel (2019), Bruce appare nella scena dopo i titoli di coda insieme a Natasha Romanoff, Steve Rogers e James Rhodes mentre analizzano il cercapersone di Nick Fury, venendo raggiunti da Carol Danvers.
- In Avengers: Endgame (2019) Banner, nel corso dei cinque anni a seguito dello schiocco, riesce a combinare la sua intelligenza con la forza di Hulk, trasformandosi perciò in una versione permanente del gigante verde, ma con la sua mente e intelletto originale, diventando una celebrità. Con questa sua nuova forma si avventura insieme ai suoi compagni nel regno quantico per recuperare le Gemme dell'infinito, andando a prendere dall'Antico la Gemma del tempo nel 2012 a New York. Utilizzerà poi personalmente il nuovo guanto costruito da lui, Stark e Rocket per invertire gli effetti dello schiocco di Thanos, rimettendoci tuttavia il braccio destro. Partecipa infine all'epica battaglia conclusiva contro Thanos e il suo esercito, e dopo aver partecipato al funerale del suo vecchio amico Tony, rimanda per un'ultima volta Steve Rogers nel passato.
- Il personaggio appare nella serie animata What If...? (2021).
- In Shang-Chi e la leggenda dei Dieci Anelli (2021), Bruce riappare nella scena dopo i titoli di coda; lui e Carol Danvers comunicano con Wong tramite ologrammi per esaminare i dieci anelli appena recuperati da Shang-Chi e dalla sua migliore amica Katy, osservando come stiano trasmettendo un misterioso segnale mistico. Prima di andarsene, Banner da' il benvenuto ai due tra le schiere degli Avengers.
- In She-Hulk: Attorney at Law (2022), Bruce aiuta sua cugina Jennifer Walters dopo che quest'ultima ha ottenuto i suoi poteri.[64]

### Televisione

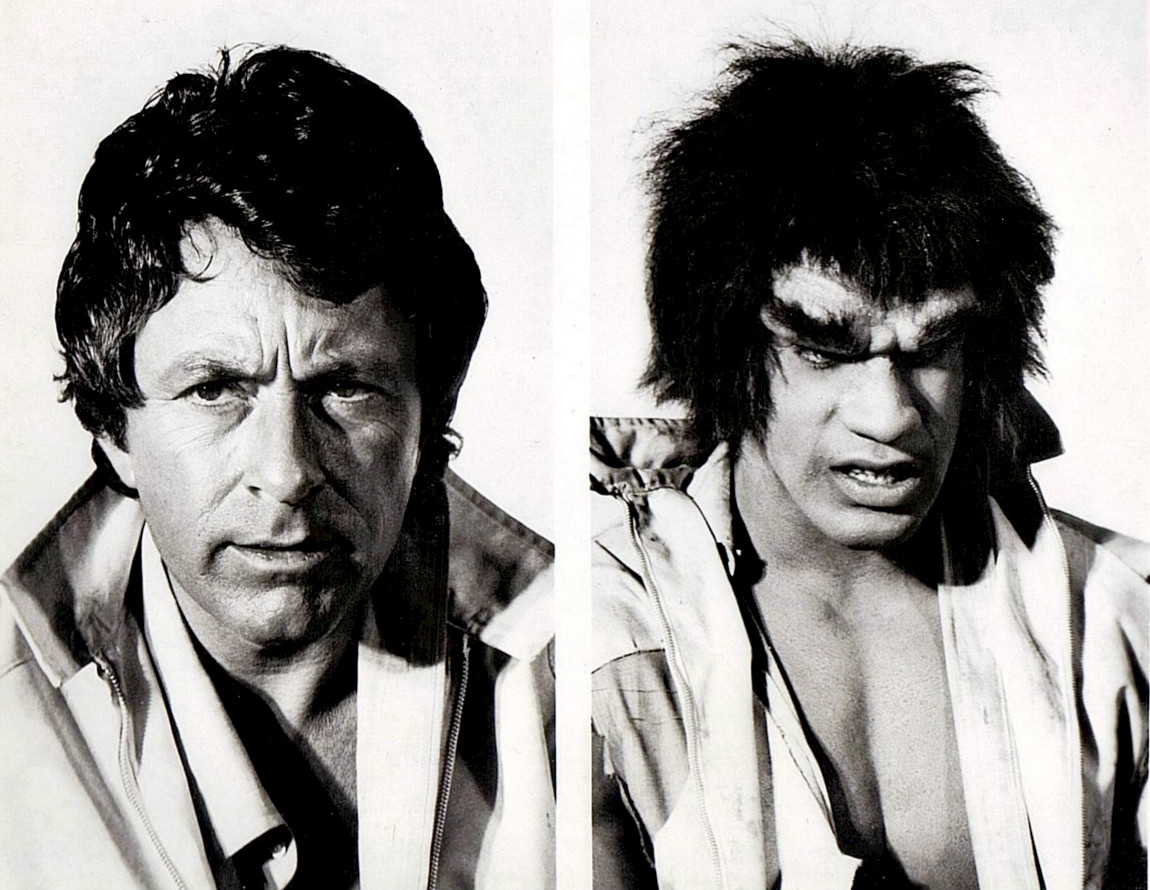
Bill Bixby (Bruce Banner) e Lou Ferrigno (Hulk) nella omonima serie televisiva.

Sia nella serie televisiva che nei film che seguirono Hulk è interpretato dal culturista ex-Mister Universo Lou Ferrigno (arrivato nei primi 3 al Mister Olympia nel 1974 e il 1975). Per la sua mole e muscolatura fu considerato colui che poteva detronizzare Arnold dal titolo (come evidenziato nel film documentario Pumping Iron ma non vi riuscì mai). Tali delusioni sportive e le serie di Hollywood lo hanno portato ad interpretare il suo ruolo più iconico. L'attore Bill Bixby si cala nella parte dello scienziato e medico David Bruce Banner. La serie TV fu trasmessa per la prima volta dal 1978 al 1982 ed ebbe un enorme successo di pubblico, in particolare tra i fan del fumetto. I produttori della serie TV dedicata a questo personaggio volevano riprodurlo con il suo colore grigio originario, ma Stan Lee si rifiutò decisamente.

#### Film per la televisione
- L'incredibile Hulk
- Il ritorno dell'incredibile Hulk
- La rivincita dell'incredibile Hulk
- Processo all'incredibile Hulk
- La morte dell'incredibile Hulk

#### Serie televisive
- L'incredibile Hulk

#### Serie televisive animate
- Il personaggio è uno dei protagonisti della serie animata The Marvel Super Heroes.
- Il personaggio fu protagonista di una serie tutta sua, L'incredibile Hulk, nel 1982.
- Il personaggio comparve nella serie L'Uomo Ragno e i suoi fantastici amici.
- Hulk è apparso anche nella serie Insuperabili X-Men.
- Hulk è apparso nelle serie animate I Fantastici Quattro e Iron Man.
- Una serie tutta sua sul personaggio è stata prodotta nel 1996 ed era chiamata L'incredibile Hulk.
- È apparso in I Vendicatori e X-Men: Evolution.
- Appare come guest-star in vari cartoni animati datati 2000: I Fantastici 4 - I più grandi eroi del mondo, Wolverine e gli X-Men e Iron Man: Armored Adventures.
- È uno dei protagonisti di Super Hero Squad Show.
- È uno dei protagonisti di Avengers - I più potenti eroi della Terra.
- Appare in diversi episodi di Iron Man: Armored Adventures compresa una versione grigia che ha il controllo di sé.
- Appare in diversi episodi di Ultimate Spider-Man.
- È uno dei protagonisti della serie animata Hulk e gli agenti S.M.A.S.H.
- È uno dei personaggi principali di Avengers Assemble.
- Hulk compare anche in Phineas e Ferb: Missione Marvel.
- Hulk è uno dei protagonisti dell'anime Disk Wars: Avengers.
- Hulk compare nella serie animata Guardiani della Galassia.
- Hulk compare anche nella serie animata Spider-Man.
- Hulk è presente nella serie animata Marvel Super Hero Adventures.
- Hulk è uno dei protagonisti dell'anime Future Avengers.
- Il personaggio compare nella serie animata su Disney Junior Spidey e i suoi fantastici amici.

### Videogiochi
Hulk compare in:
- Questprobe Featuring The Hulk
- The Incredible Hulk
- Marvel Super Heroes
- The Incredible Hulk: The Pantheon Saga
- Marvel Super Heroes in War of the Gems
- Marvel Super Heroes vs. Street Fighter
- Fantastic Four
- Marvel vs. Capcom: Clash of Super Heroes
- Marvel vs. Capcom 2: New Age of Heroes
- Hulk
- The Incredible Hulk: Ultimate Destruction
- Marvel Nemesis: L'Ascesa degli Esseri Imperfetti
- Ultimate Spider-Man
- Marvel: La Grande Alleanza
- Marvel Heroes: Ultimate Action
- L'incredibile Hulk
- LittleBigPlanet
- Marvel: La Grande Alleanza 2
- Marvel Super Hero Squad
- Marvel vs. Capcom 3: Fate of Two Worlds
- Ultimate Marvel vs. Capcom 3
- Süpercan
- Marvel Avengers: Battle for Earth
- Marvel: Avengers Alliance
- Marvel vs. Capcom Origins
- Marvel Heroes
- Marvel Puzzle Quest
- LEGO Marvel Super Heroes
- Guardians of the Galaxy: The Universal Weapon
- Marvel: Sfida dei campioni
- Disney Infinity 2.0: Marvel Super Heroes
- Disney Infinity 3.0
- Marvel Mighty Heroes
- Marvel Future Fight
- MARVEL World of Heroes
- LEGO Marvel's Avengers
- Marvel Avengers Academy
- LEGO Marvel Super Heroes 2
- Marvel vs. Capcom: Infinite
- Fortnite
- Marvel Strike Force
- Marvel Super War
- Marvel: La Grande Alleanza 3: L'Ordine Nero
- Marvel Duel
- Marvel's Avengers
- Marvel Future Revolution
- Marvel's Midnight Suns
- Marvel Rivals

## Verosimiglianza scientifica
Lo scienziato Charles Q. Choi, da LiveScience.com, spiega che i raggi gamma non sono di colore verde ma essendo al di là dello spettro visibile non hanno proprio un colore specifico. Egli riferisce che i raggi gamma sono così potenti (la più potente forma di radiazione elettromagnetica, 10.000 volte più intensi della luce visibile) che possono anche convertire l'energia in materia (una possibile spiegazione scientifica per l'aumento della massa che Bruce Banner ottiene durante le trasformazioni). Lo scienziato, inoltre, paragona il potere di Hulk a quello dei gamma ray burst (le potentissime esplosioni cosmiche di lampi gamma generate presumibilmente dal collasso di stelle ipergiganti e supermassicce, le cosiddette ipernove - o stelle collapsar - in colossali buchi neri, e dal conseguente accrescimento di materia su di essi), che costituiscono il fenomeno più energetico finora osservato nell'universo: «Just as the Incredible Hulk "is the strongest one there is", as he says himself, so too are gamma ray bursts the most powerful explosions known» ("Così come l'Incredibile Hulk, che si definisce "il più forte che ci sia", anche le esplosioni dei raggi gamma sono le più potenti conosciute").